# آبت
آبِت، کوهی در منطقه سیونیک ارمنستان، در قسمت شمالی رشته کوه سیونیک است که در ساحل راست رود شاغات و در ۱.۵ کیلومتری جنوب روستای شاغات قرار دارد. ارتفاع آن ۲۰۶۱ متر است. 